# Lahta
Le lahta (ou kayan lahta) est une langue tibéto-birmane parlée dans l'est de la Birmanie dans l'État de Kayah.

## Répartition géographique
Le lahta est parlé en Birmanie dans les États de Kayah et Shan.

## Classification interne
Le lahta fait partie du groupe des langues karen, qui sont un des groupes constituant les langues tibéto-birmanes. 
Le lahta est parlé par des Kayan. Ceux-ci se divisent en quatre groupes, les Kayan Lahwi, Kayan Ka Khaung, Kayan Lahta et Kayan Ka Ngan. Les dialectes parlés par les kayan sont mutuellement compréhensibles, à l'exception du lahta. Le phekon, un parler lahwi, est considéré comme le dialecte standard du kayan, et est utilisé comme moyen de communication avec les autres Kayan. Les jeunes générations sont bilingues en birman.

## Phonologie
Les tableaux montrent l'inventaire des phonèmes consonantiques et vocaliques du lahta parlé dans le village de Kaung Htu.

### Voyelles
|            | Antérieure | Centrale | Postérieure |
| ---------- | ---------- | -------- | ----------- |
| Fermée     | [i]        | [ɨ]      | [u]         |
| Mi-fermée  | [e]        | [ɘ]      | [o]         |
| Mi-ouverte | [ɛ]        | [ə]      | [ɔ]         |
| Ouverte    | [a]        |          |             |

### Consonnes
|              |              | Labiales | Labio-d. | Interd. | Alvéol. | post-al. | Palat. | Vélaires | Uvul. | Glott. |
| ------------ | ------------ | -------- | -------- | ------- | ------- | -------- | ------ | -------- | ----- | ------ |
| Occlusives   | Sourdes      | [p]      |          |         | [t]     |          |        | [k]      | [q]   |        |
| Occlusives   | Aspirées     | [pʰ]     |          |         | [tʰ]    |          |        | [kʰ]     |       |        |
| Occlusives   | Sonores      | [b]      |          |         | [d]     |          |        |          |       |        |
| Fricatives   | Sourdes      |          | [f]      | [θ]     | [s]     | [ç]      | [ ʃ ]  |          |       | [h]    |
| Fricatives   | Aspirées     |          |          |         | [sʰ]    |          |        |          |       |        |
| Fricatives   | Sonores      |          | [v]      |         |         |          |        |          |       |        |
| Nasales      | Nasales      | [m]      |          |         | [n]     |          | [ ɲ]   |          |       |        |
| liquide      | liquide      |          |          |         | [l]     |          |        |          |       |        |
| Semi-voyelle | Semi-voyelle | [w]      |          |         |         |          | [ j]   |          |       |        |

### Tons
Le lahta est une langue tonale qui possède quatre tons, haut [˥], moyen [˧], bas [˩], haut glottal [ʔ˥].
| Ton  | Exemple | Traduction |
| ---- | ------- | ---------- |
| [˥]  | kei˥    | route      |
| [˧]  | bɨ˧     | riz paddy  |
| [˩]  | sʰu˩    | huit       |
| [ʔ˥] | ʃəʔ˥    | eau        |

## Source
- (en) Hsa Eh Ywar, A grammar of Kayan Lahta (thèse), Payap University, 2013 (lire en ligne)